# Antífanes (poeta epigramàtic)
Antífanes (en llatí Antiphanes, en grec Ἀντιφάνης) va ser un poeta epigramàtic grec.
Alguns dels seus epigrames es conserven a l'Antologia grega. Va viure després de Meleagre, en temps de l'emperador August. Filip de Tessalònica va incorporar alguns dels seus epigrames a la seva Antologia, cosa que ens els ha conservat.